# كاثلين لو ميسورير
كاثلين لو ميسورير (بالإنجليزية: Kathleen Le Messurier)‏ كانت لاعبة كرة مضرب أسترالية. حققت الوصافة في بطولة أستراليا المفتوحة للتنس للفردي سنة 1932.

## النهائيات

### الفردي

#### الوصافة (1)
| السنة | البطولة                       | المنافس في النهائي | النتيجة  |
| 1932  | بطولة أستراليا المفتوحة للتنس | كورال بتسورث       | 4–6, 7–9 |

### الزوجي

#### الوصافة (4)
| السنة | البطولة                       | الشريك           | المنافس                            | النتيجة  |
| 1924  | بطولة أستراليا المفتوحة للتنس | ميريل أوهارا وود | دافني أخورست سيلفيا لانس هاربر     | 5–7, 2–6 |
| 1925  | بطولة أستراليا المفتوحة للتنس | إسنا بويد        | دافني أخورست سيلفيا لانس هاربر     | 4–6, 3–6 |
| 1928  | بطولة أستراليا المفتوحة للتنس | دوروثي ويستون    | دافني أخورست إسنا بويد             | 3–6, 1–6 |
| 1932  | بطولة أستراليا المفتوحة للتنس | دوروثي ويستون    | كورال بتسورث مارجوري كوكس كراوفورد | 2–6, 2–6 |